# フォジェール
フォジェール(Faugères、オック語:Falhièiras)は、フランス南部、オクシタニー地域圏エロー県のコミューン。

## 地理
フォジェールは県北西部の山の上に腰かけた村で、ベジエの北20kmに位置している。

## 経済
フォジェール村を中心に、7ヶ村の2千ヘクタールの畑で生産されているAOCワインが、フォジェールである。1982年に赤とロゼがAOVDQSから昇格し、そのご2005年に白がAOCとして認められた。

## 人口統計
2016年時点のコミューン人口は500人であり、2011年の人口と比較すると11.82%減少している。
| 1962年 | 1968年 | 1975年 | 1982年 | 1990年 | 1999年 | 2009年 | 2016年 |
| ------ | ------ | ------ | ------ | ------ | ------ | ------ | ------ |
| 438    | 380    | 359    | 366    | 360    | 438    | 432    | 500    |

参照元:1962年から1999年までは複数コミューンに住所登録をする者の重複分を除いたもの。それ以降は当該コミューンの人口統計によるもの。1999年までEHESS/Cassini、2006年以降INSEE

## ギャラリー

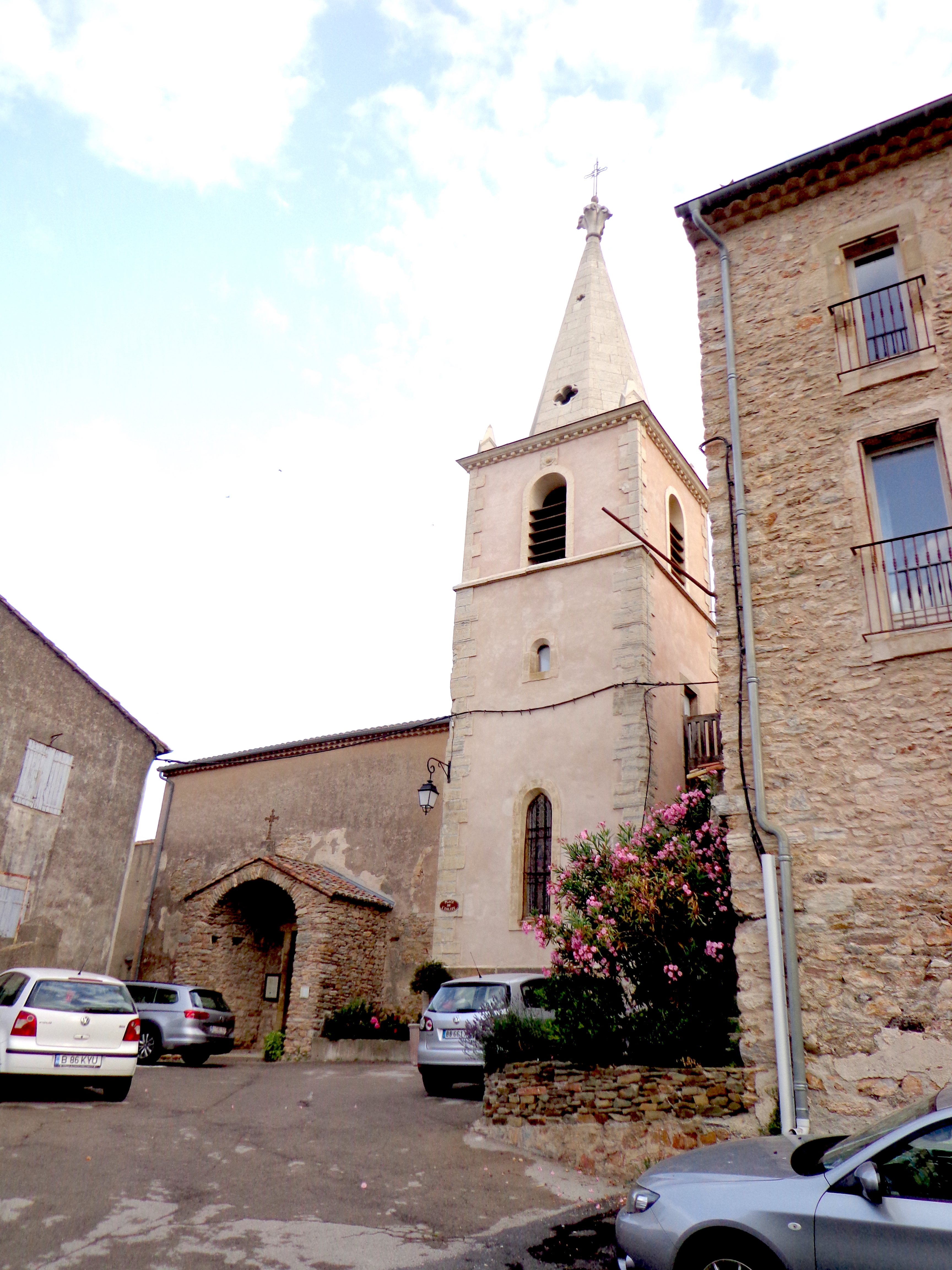
サン・クリストフ教会
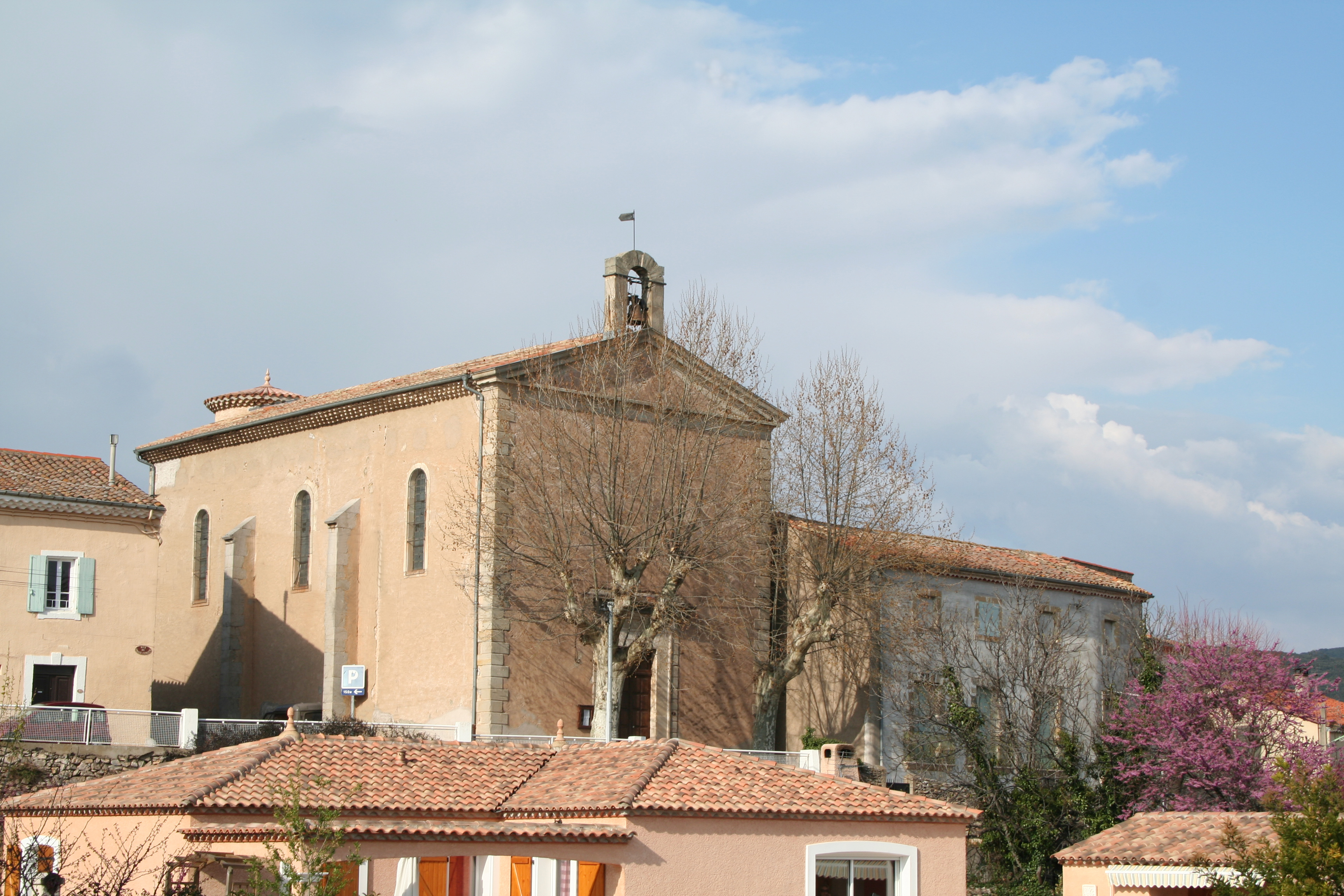
プロテスタント教会
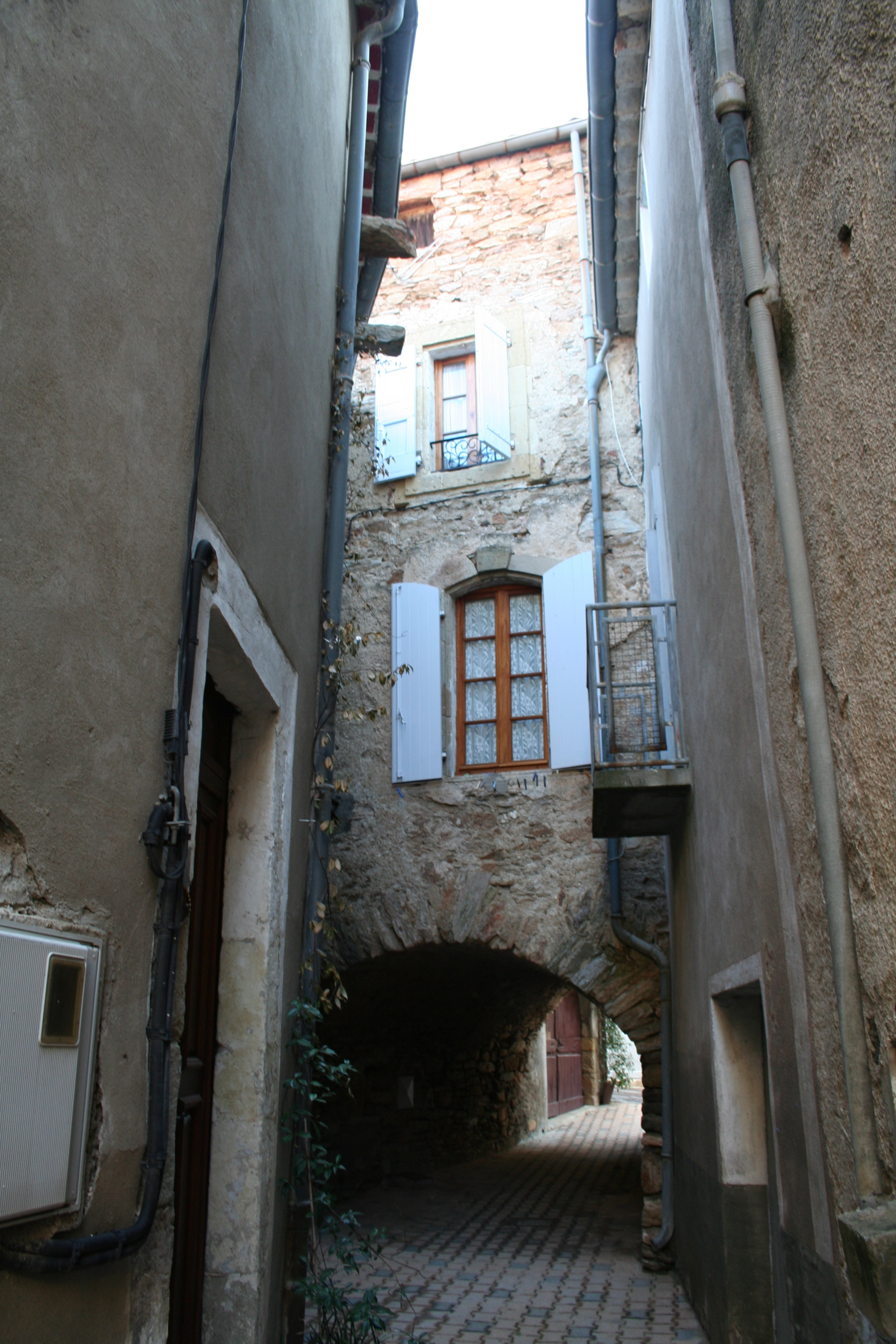
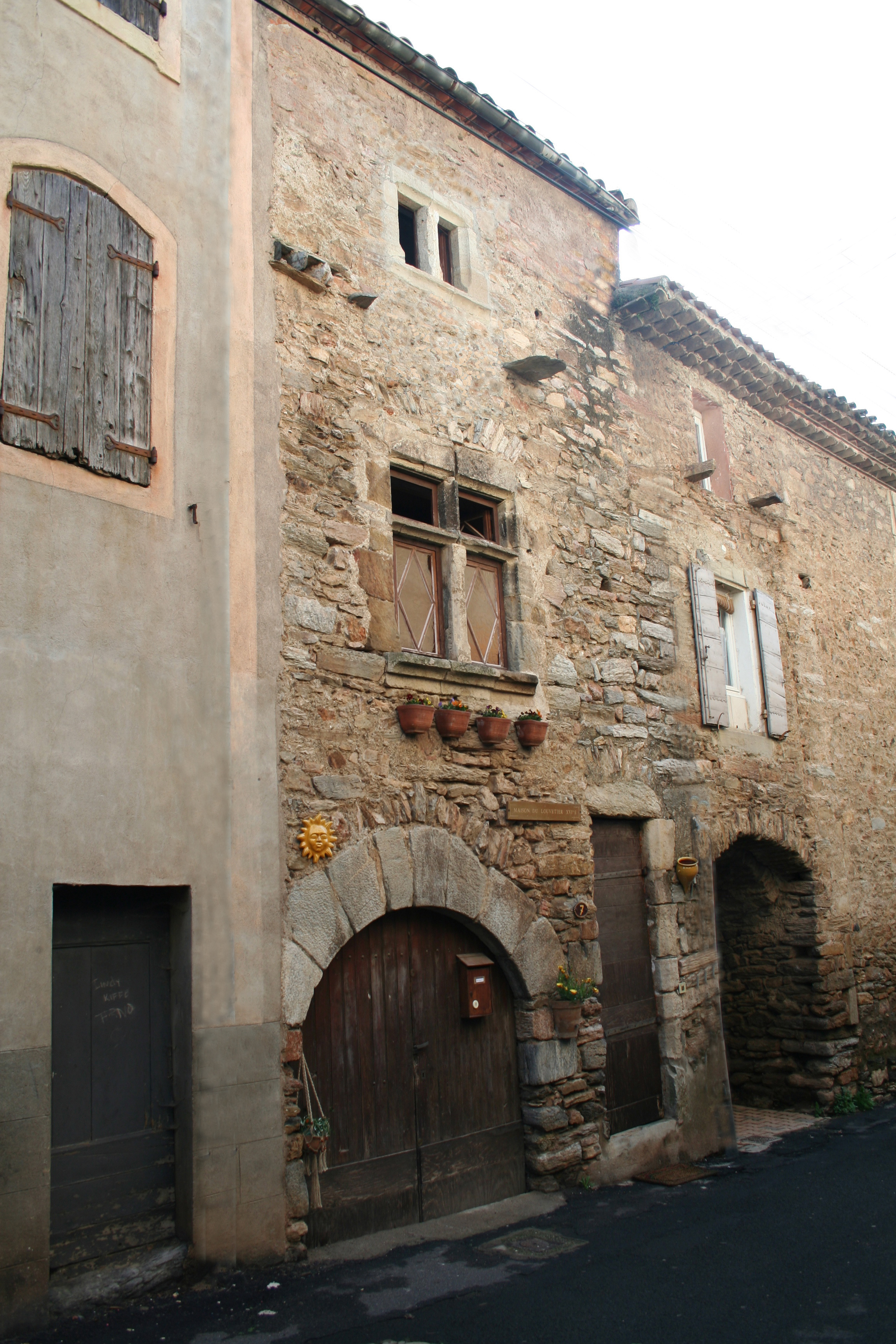
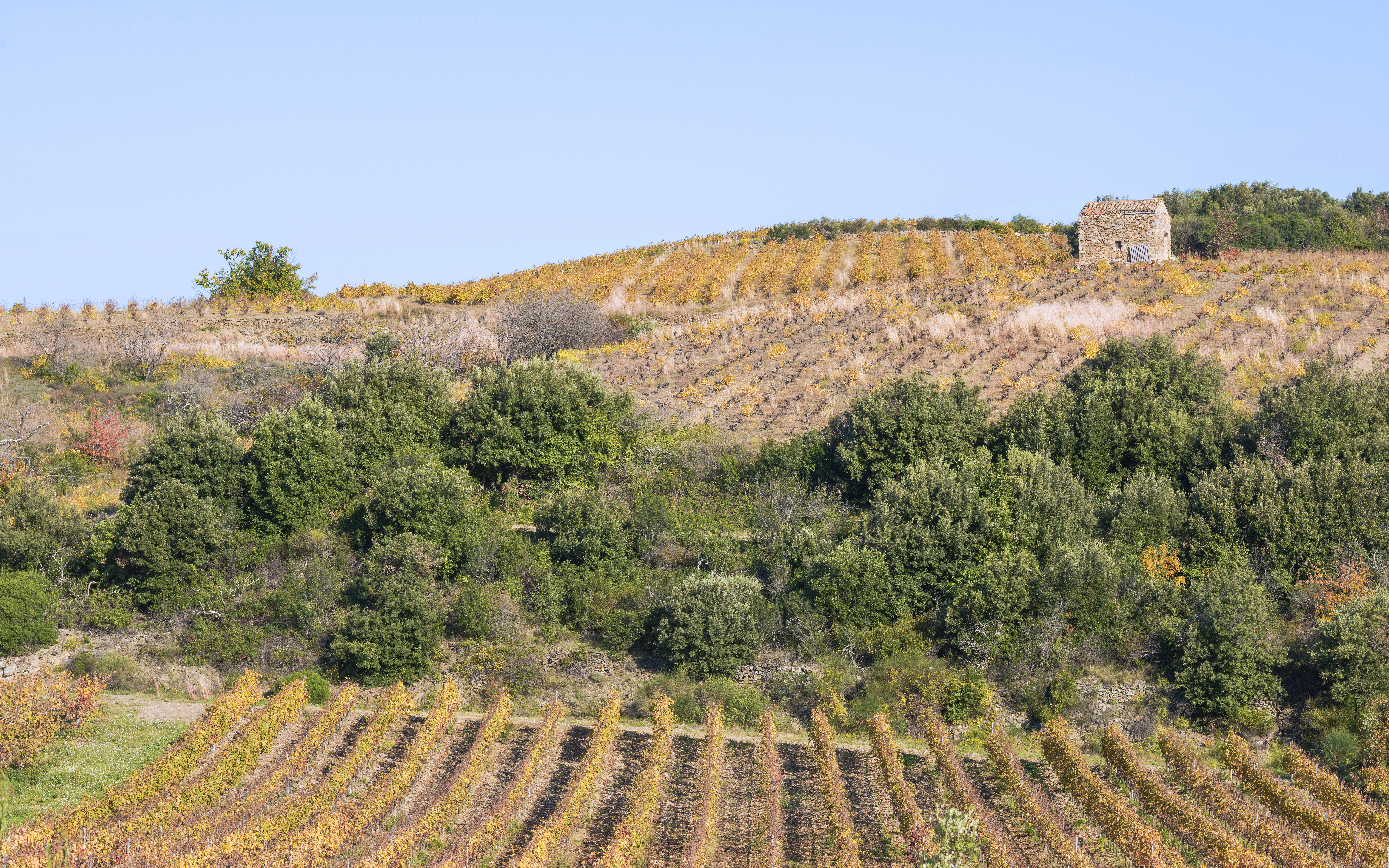
ブドウ畑